# Tatouage en Inde
Le tatouage en Inde est probablement millénaire, pratiqué par les premières tribus comme signature clanique, bien avant l′hindouisme. Il est aussi populaire, associé à une ferveur particulièrement visible dans les pèlerinages et fêtes religieuses. Le tatouage est enfin urbain, les jeunes, tout comme en Occident, gravant à même leur peau leur sensibilité et leur goût artistique.
La tradition du tatouage a été vénérée dans la campagne profonde. Les anciennes sculptures en forme de labyrinthe sur les roches préhistoriques ont été copiées par les communautés tribales sur leurs corps. Ils ont appelé le processus Gudna ou Deh Chitra. Les tatouages ont une relation avec leur religion, leur sexe ou leur voisinage, mais les tatouages remplacent souvent les bijoux, trop chers à acquérir. Pour certaines populations le tatouage est une nécessité pour le groupe, pour d’autres c’est une façon d’habiller le corps nu.
La procédure du tatouage indien Apatani impliquait l’usage d’épine servant à couper la peau. La suie, mélangée à de la graisse animale, était ensuite appliquée dans les coupures, donnant une teinte bleu foncé. Le tatouage était alors laissé à cicatriser pour prendre une teinte voulue plus sombre. En 1970, la pratique a été interdite par le gouvernement indien. Le gouvernement a déclaré que seulement les communautés tribales sont autorisées d’avoir des tatouages sur tout le corps. Les Indiens qui ne font pas partie d'une communauté tribale ne sont autorisés à avoir des tatouages que dans les parties désignées du corps comme l'avant-bras, coude, poignet, le côté de la paume ...La politique (depuis 2015) de tatouage dans l'armée indienne interdit tout tatouage sur le corps. Les exceptions sont des marques tribales ou d'autres marques traditionnelles faites pendant l'enfance. Ceux-ci doivent aussi se conformer strictement à la politique de non-visibilité en portant l'uniforme.  
.

## Nord de l'Inde

### La tribu Dhanuk du Bihar
Les Dhanuks hindoue du Bihar pensent que les tatouages rendent les femmes moins attractives - cela les aide à échapper aux influents prédateurs sexuels. En raison de la prévalence du purdah, les femmes des castes inférieures devaient se faire tatouer des parties visibles de leur corps pour signaler leur statut inférieur.

### La tribu Munda du Jharkhand
La tribu Munda du Jharkhand, qui valorise le courage, utilise l'art corporel pour enregistrer des événements historiques. Les Mundas ont vaincu trois fois les Moghols et, pour commémorer ces victoires, les hommes Munda tatouent encore aujourd'hui trois lignes droites verticales sur le front.

### La tribu Santhal du Bengale...
La tribu Santhal du Bengale-Occidental (West Bengal), Bihar, Orissa et Jharkhand ont des tatouages différents pour chaque sexe, pour différentes parties du corps et pour différentes étapes de la vie. Les hommes inscrivent des tatouages appelés sikkas sur leurs avant-bras et leurs poignets, nommés ainsi car ils ont généralement la taille de pièces de monnaie appelées sikka en dialecte Santhal. Le nombre de ces tatouages est toujours étrange, car les nombres impairs signifient la vie et les nombres pairs symbolisent la mort dans la cosmologie Santhal. Des motifs floraux sont minutieusement encrés sur les corps des femmes Santhal, y compris leurs visages. On pense que cette expérience douloureuse prépare une fille à la maternité et lui donne la force de faire face aux défis de la vie.

## Nord-Est de l'Inde

### La tribu Apatani d’Arunachal Pradesh
Dans la tribu Apatani d’Arunachal Pradesh, des fillettes ont été tatouées pour les rendre moins attirantes pour les tribus rivales, pour que les plus jolies filles, ne soient pas enlevées.

### Les Nagas de Nagaland...
Les Nagas, plutôt chrétiens, comptent environ deux millions et demi d'habitants répartis entre les États du Nagaland, du Manipur, de l’Assam, de l’Arunachal Pradesh et à proximité de la frontière avec la Birmanie. Originaires du Yunnan et de Birmanie, leurs dialectes s’apparentent à la famille des langues tibéto-birmanes. Ils sont évangélisés à plus de 80 % dans le Nagaland (l’un des taux les plus élevés de l’Inde). La pratique du tatouage, bien qu’en déclin, joue un rôle important dans leur culture traditionnelle. La coutume de chasser les têtes, encore pratiquée jusque dans les années 1960, a été interdite en 1991.
Le Tribu Konyak des Nagas du Nagaland, chasseurs de têtes, se sont tatoués le visage pour relater leurs prouesses au combat. Mais leur tatouage servait aussi à distinguer leur tribu après leur mort au combat ou par accident.

### La tribu Singhpo d’Assam...
La tribu bouddhiste Singhpo d'Assam et d’Arunachal Pradesh avait établi des règles différentes en fonction du sexe. Les femmes mariées se faisaient tatouer les deux jambes, des chevilles jusqu’aux genoux. À l’opposé, ce sont les mains des hommes qui étaient tatouées. Les jeunes filles, quant à elles, étaient interdites de tatouage.

## L'Inde centrale

### La tribu Baiga du Madhya Pradesh...
La tribu Baiga du Madhya Pradesh, Uttar Pradesh, Chhattisgarh et Jharkhand accorde aux tatouages une place centrale dans ses modes de vie. Le tatouage est la seule chose qui subsiste après la mort. Le tatouage est normalement fait par les femmes de la tribu Gond par la sous-tribu Badna. La tribu Baiga est la seule tribu où le corps des femmes est entièrement tatoué. Les jeunes filles Baiga commencent à être tatouées, pour la première fois à l’âge de sept ans ; la deuxième partie de leur corps est tatouée à la puberté.

### La tribu Bhil du Madhya Pradesh...
La tribu Bhil, la plus grande tribu en Inde, vit à Madhya Pradesh, à Gujarat, au Rajasthan et à Maharashtra.
La tradition culturelle des Bhils se manifeste dans leurs rituels, leurs chants et leurs danses, leurs divinités communautaires, leurs tatouages, leurs mythes, leur art et leurs traditions.

### La tribu Gond du Madhya Pradesh...
Les Gonds, la deuxième tribu en Inde, vit dans le Madhya Pradesh, le Chhattisgarh, le Bihar, le Bengale-Occidental (West Bengal), le Jharkhand, l'Orissa, le Gujarat, l'Andhra Pradesh, le Telangana et le Karnataka. Les Gond ont traditionnellement laissé la plupart de leurs corps exposés. La peau nue était recouverte de kohkana (Gondi pour les tatouages) afin de garantir une apparence correcte.

### La tribu Kondh d’Orissa

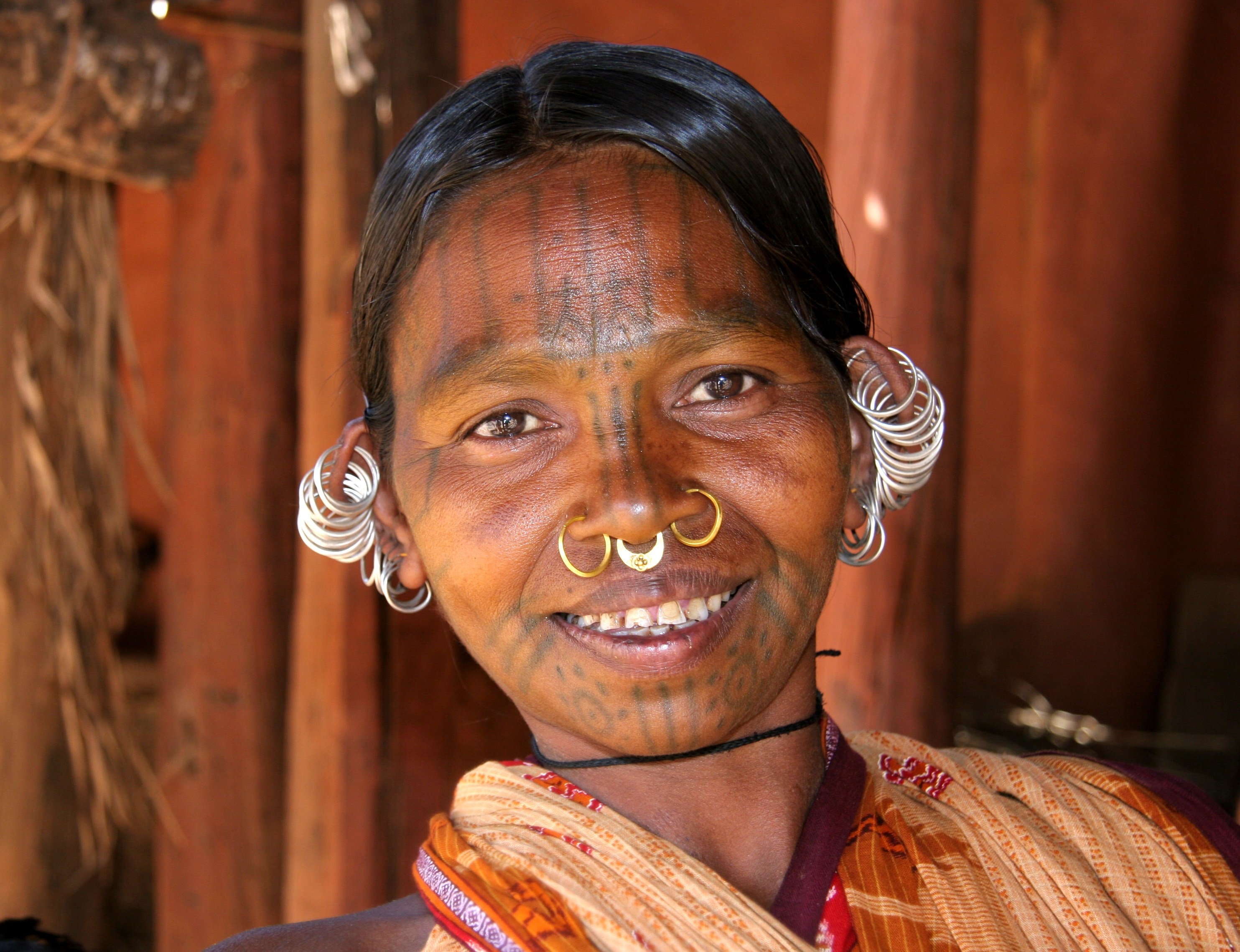
Une femme Kutia de la tribu kondh

Les femmes de la tribu Kutia Kondh d’Orissa, appelées «les gens du monde des esprits», s’encrent de magnifiques tatouages faciaux géométriques; il est dit que ces marques d'identification garantissent qu'ils se reconnaissent une fois qu'ils entrent dans le monde des esprits.

### La secte hindou Ramnamis de Chhattisgarh
Dans l’histoire récente, le secte hindou les Ramnamis (ou Ramupasaks) de Chhattisgarh ont combattu la discrimination de caste avec des tatouages «Ram », un message à leurs persécuteurs que Dieu est partout, indépendamment de la caste ou du statut social d’une personne. Refus de pénétrer dans les temples et contraint d'utiliser des puits séparés, les Ramnamis se sont d'abord tatoué leurs corps et leurs visages il y a plus de 100 ans avec ces mots, qui sont autant une démonstration de dévotion qu'un talisman contre la persécution,.

## Ouest de l'Inde
Parmi les tribus de l'Inde occidentale, le tatouage est une activité de choix, les tatouages étant étroitement liés aux sujets de dévotion laïcs et religieux. 

### La tribu Kalbelia de Rajasthan
Les chants et danses sont une expression du mode de vie traditionnel de la communauté des Kalbelia. Autrefois charmeurs de serpents, les Kalbelia évoquent leur occupation passée à travers la musique et la danse qui évoluent vers des formes nouvelles et créatives. Aujourd’hui, les femmes vêtues de longues jupes noires dansent et tournoient en imitant les mouvements d’un serpent, tandis que les hommes les accompagnent au son d’un instrument à percussion – le khanjari – et d’un instrument à vent en bois – le poongi – qui était traditionnellement joué pour capturer les serpents. Les danseuses arborent des tatouages aux motifs traditionnels, des bijoux et des vêtements richement décorés de petits miroirs et de broderies en fil d’argent.

### La tribu Kothari de Rajasthan
Les femmes de la communité Kothari commencent généralement à confectionner des tatouages élaborés en accordant des bénédictions à leurs sujets, tandis que les femmes Rajput portent l’emblème de la couronne de Krishna sur leurs bras en tant que marque de l’aristocratie. Malgré les cris de douleur, les dames sont toujours parfaites dans la conception des symboles et des figures. Les tatouages sont également utilisés pour renforcer les relations conjugales entre les couples, le symbole de la lune protégeant sa femme préférée et les outils de Lord Vishnu comme la roue et le lotus étant marqués sur les paumes de la femme pour la protéger.

### La tribu Mer du Gujarat
Les motifs de tatouage préférés par la tribu Mer (ou Maher) dans la région de Porbandar a Gujarat incluent également des hommes saints, des dieux populaires et des symboles dérivés de la nature. Le motif de tatouage préféré des femmes Mer, appelé hansali, s'étend du cou à la bordure des pieds. La tribu Mer est un sous tribus des Meena.

### La tribu Rabari du Gujarat
Les femmes nomades Rabari du Kutch dans Gujarat ont pratiqué le tatouage à des fins décoratives, religieuses et thérapeutiques pendant des centaines d'années. Les Rabari sont hindoues. Un kit de tatouage Rabari traditionnel est simple: une seule aiguille et un bol à gourde pour contenir le pigment liquide, qui est fabriqué en mélangeant de la suie pour lampe avec du tanin provenant de l'écorce des arbres locaux. Une petite quantité de poudre de curcuma est également ajoutée pour éclaircir la couleur et prévenir le gonflement. Les femmes Rabari tatouent des symboles élaborés sur le cou, la poitrine et les bras, signe de leur grande foi en la magie.

## Sud de l'Inde
Dans le sud de l'Inde, les tatouages permanents s'appellent pachakutharathu. Ils étaient très courants, surtout au Tamil Nadu, avant 1980. 
Les tatoueurs nomades Korathi sillonnaient la campagne à la recherche de clients. Le Kolam, un dessin labyrinthique sinueux censé piéger les êtres pervers, est ancré sur les corps pour les protéger en permanence jusqu'à ce qu'ils soient réunis avec leurs ancêtres décédés.

### La tribu Banjara de Karnataka...
Il est reconnu que les tribus nomades Banjara de l'inde viennent de l’Afghanistan (province de Gor) et du Pakistan, ils étaient des populations nomades et semi nomades, souvent esclaves transportant le bétail et le sel.
Ils ont migré dans différentes régions mais en particulier au Rajasthan et Gujarat.
Lors de l'arrivée des invasions mongoles vers le XIV et XVIe siècle, cette population a de nouveau migré vers le Karnataka, le Madhya Pradesh le Maharastra et l'Uttar Pradesh.
Ils seraient environ 6 millions répartis en Inde, ils ont leur propre langue basé sur le sanskrit, le romani langue des tziganes et des gitans.
Ils sont hindouistes en général sauf une tribu musulmane spécifique. La broderie et le tatouage Banjara constituent un aspect important de l'identité Banjara.

### La tribu Toda de Tamil Nadu
Chez la tribu Toda de Tamil Nadu (District des Nilgiris) les mains, les mollets et les tibias sont tatoués avec les mêmes motifs géométriques que ceux utilisés pour leur broderie.

## Tatouage Mandala
Le tatouage mandala a une signification spirituelle et religieuse. Le mandala est un symbole spirituel que l'on retrouve dans le bouddhisme et l'hindouisme. "Mandala" est un mot sanskrit qui signifie "cercle". Il est chargé de symboles et est le plus souvent coloré. Il représente souvent une fleur de lotus, bien que ses motifs et sa signification soient plus larges. De même, un tatouage mandala sera traditionnellement plus souvent porté par une femme mais il tout a fait possible de concevoir un tatouage mandala pour homme.

## Tatouage métropolitain
Bien que l’art corporel soit pratiqué depuis des siècles dans de nombreuses communautés indiennes, ce n’est que depuis quelques décennies que les tatouages sont devenus une déclaration de mode auprès des jeunes Indiens vivant en milieu urbain. L'adaptation tribale de dessins populaires tels que le dragon et le tigre et l'art abstrait gagne en popularité parmi les jeunes. Les tatouages commémoratifs, qui commémorent la mort d'un être cher ou d'un animal de compagnie très aimé, les tatouages spirituels et les tatouages portant le nom de l'autre significatif, sont également extrêmement populaires.
En 2015, trois tatoueurs indiens, Mo Naga, Abhinandan ‘Obi’ Nasu et Manjeet Singh ont été répertoriés dans l’Atlas mondial du tatouage.